# Lose Yourself
Singles de Eminem
Cleanin' Out My Closet
(2002) Superman
(2003)
Lose Yourself est une chanson d'Eminem, présente sur la bande originale du film 8 Mile, et pour laquelle il gagne un Oscar de la meilleure chanson originale ainsi que deux Grammy Awards. C'est durant une pause sur le tournage du film qu'il écrit les trois couplets du morceau quasiment d'une traite. On voit d'ailleurs ses notes écrites dans une scène du film lorsque son personnage écrit dans un bus. Pour l'anecdote, ces notes ont été vendues 10 000 $ sur eBay. Lose Yourself reprend un aspect du thème du film 8 Mile illustré dès la toute première scène du film : le petit freestyler inconnu qui se retrouve sur un podium inespéré (probablement avec un producteur connu dans la salle) et qui souffre d'un trac terrible.
Le titre a été comparé à Eye of the Tiger en raison de son parti pris en faveur de l'underdog qui, contre toute attente, va triompher des circonstances de la vie. La chaîne de télévision VH1 l'a classé 4e parmi les « 100 meilleurs titres de ces 25 dernières années », pour le magazine Rolling Stones, il s'agit de la 166e des « 500 meilleures chansons de tous les temps ». En France, Virgin 17 l'a classée no 1 des 50 meilleures bandes originales de films.
La chanson est devenue un véritable hymne à la ville de Détroit, ville d'origine d'Eminem, en proie à d'importants problèmes financiers. De nombreux artistes de passage dans la ville y ont rendu hommage en interprétant le titre, notamment Kelly Clarkson, Taylor Swift ou encore Machine Gun Kelly.
En 2018, le single est certifié diamant par la RIAA, ce qui signifie qu'il a dépassé les 10 millions d'unités vendues aux États-Unis.

## Genèse
La chanson s'inspire en grande partie de la trame du film 8 Mile et des évènements marquants de la vie du personnage principal du film, "B-Rabbit" (interprété par Eminem lui-même). Au début de la chanson, B-Rabbit est à la croisée des chemins dans son existence. Son attitude vis-à-vis de sa passion, le hip-hop, oscille entre l'envie de se surpasser et la crainte de tout perdre. Il éprouve une grande nervosité, qu'Eminem retranscrit en décrivant ses bras lourds et son envie de vomir.
Petit à petit, les pensées de Rabbit évoluent pour se focaliser sur ses combats et défis personnels, notamment la difficulté d'une vie qui le maintient loin de sa fille. Avant le dernier chœur de la chanson, il se trouve dans un tout autre état d'esprit qu'au début : sur-motivé et déterminé à saisir cette chance qui lui est offerte : « Le succès est ma seule pu**** d'option, pas l'échec ».

## Clip
Le clip vidéo de Lose Yourself a été tourné à Détroit, la ville où Eminem a grandi, qui est aussi le lieu ou a lieu le film.

## Récompenses
Alors que le favori était The Hands That Built America de U2 sur la bande son de Gangs of New York, c'est finalement Eminem qui reçoit l'Oscar de la meilleure chanson originale pour Lose Yourself. Cependant, il n'était pas présent lors de la remise du prix. Depuis 14 ans, c'était la première fois que le gagnant n'était pas présent pour interpréter son titre à la cérémonie. Dans une interview pour Shade 45 Behind The Boards avec Cipha Sounds, Eminem déclare qu'il ne pensait pas gagner avec une chanson de rap et dormait au moment de l'annonce de sa victoire. Ainsi, c'est son fidèle coproducteur Luis Resto qui est allé chercher le prix. C'est finalement 18 ans plus tard, lors de la cérémonie des Oscars 2020, que Eminem interprète Lose Yourself, provoquant une standing ovation de l'ensemble du public. 
L'American Film Institute classe le morceau 93e des « 100 meilleures chansons de films américains », et le magazine Rolling Stone 166e parmi les 500 plus grandes chansons de tous les temps.

## Liste des pistes
1. Lose Yourself – 5:27
2. Renegade (featuring Jay-Z) – 5:37
3. Lose Yourself (instrumentale) – 5:29

## Classements et succès commercial
Lose Yourself est l'un des meilleurs succès de la carrière du rappeur :
- Aux États-Unis, le titre débute 43e au Billboard Hot 100 le 5 octobre 2002. Une semaine plus tard, il est 18e, avant d'atteindre le sommet et la première place le 8 novembre 2002. Il restera 12 semaines no 1. Au total, il reste 16 semaines au Top 10 et 23 au Top 50
- Il a été en très bonne place dans d'autres pays (Royaume-Uni, France, Australie, Nouvelle-Zélande...)
- Au Canada, il débute 9e avant de s'installer 1re la semaine suivante.
- Selon le Livre Guinness des records, "Lose Yourself" est le titre rap à être resté le plus longtemps no 1.

| Pays - classement (2002-2003)              | Meilleure position |
| ------------------------------------------ | ------------------ |
| Allemagne (Media Control AG)               | 2                  |
| Australie (ARIA)                           | 1                  |
| Autriche (Ö3 Austria Top 40)               | 1                  |
| Belgique (Flandre Ultratop 50 Singles)     | 1                  |
| Belgique (Wallonie Ultratop 50 Singles)    | 1                  |
| Canada                                     | 1                  |
| Pays-Bas (Nederlandse Top 40)              | 1                  |
| Pays-Bas (Single Top 100)                  | 1                  |
| Danemark (Tracklisten)                     | 1                  |
| Finlande (Suomen virallinen lista)         | 1                  |
| France (SNEP)                              | 3                  |
| European Hot 100 Singles                   | 1                  |
| Grèce                                      | 1                  |
| Hongrie                                    | 1                  |
| Irlande - Irish Singles Chart              | 1                  |
| Italie (FIMI)                              | 1                  |
| Nouvelle-Zélande (RMNZ)                    | 1                  |
| Norvège (VG-lista)                         | 1                  |
| Roumanie - Top 100                         | 1                  |
| Suède (Sverigetopplistan)                  | 1                  |
| Suisse (Schweizer Hitparade)               | 1                  |
| UK Singles Chart                           | 1                  |
| Royaume-Uni (UK R&B Chart)                 | 1                  |
| Billboard Hot 100                          | 1                  |
| Billboard Hot Modern Rock Tracks           | 14                 |
| Billboard Hot R&B/Hip-Hop Singles & Tracks | 4                  |
| Billboard Rhythmic Top 40                  | 1                  |
| Billboard Rap Songs                        | 2                  |
| Billboard Top 40 Mainstream                | 1                  |

| Pays (2003)                                     | Position |
| ----------------------------------------------- | -------- |
| Australie                                       | 2        |
| Autriche                                        | 6        |
| Belgique (Flandre)                              | 16       |
| Belgique (Région wallonne / Bruxelles-Capitale) | 7        |
| Pays-Bas                                        | 12       |
| France                                          | 12       |
| Irlande                                         | 6        |
| Nouvelle-Zélande                                | 30       |
| Suisse                                          | 12       |

| 2000–2009                      | Position |
| ------------------------------ | -------- |
| Allemagne                      | 44       |
| États-Unis - Billboard Hot 100 | 28       |

| Pays             | Certification | Ventes certifiées |
| ---------------- | ------------- | ----------------- |
| Australie        | 7 × Platine   | 490 000           |
| Autriche         | Platine       | 50 000            |
| Belgique         | Platine       | 40 000            |
| Canada           | 6 × Platine   | 480 000           |
| Finlande         | Or            | 6 304             |
| France           | Or            | 250 000           |
| Allemagne        | Or            | 250 000           |
| Grèce            | Or            | 10 000            |
| Japon            | Or(PC)        | 100 000           |
| Nouvelle-Zélande | Platine       | 15 000            |
| Norvège          | Platine       | 10 000            |
| Suède            | Platine       | 20 000            |
| Suisse           | Platine       | 30 000            |
| Royaume-Uni      | Platine       | 765 000           |
| États-Unis       | 5 × Platine   | 5 555 000         |